# Helvella pocillum
Helvella pocillum är en svampart som tillhör divisionen sporsäcksvampar, och som beskrevs av Harmaja. Helvella pocillum ingår i släktet hattmurklor (Helvella), och familjen Helvellaceae. Arten är reproducerande i Sverige.